# Casa Heineken
Casa Heineken (in tedesco: Haus Heineken) è un edificio storico di Brema, Germania. La casa ha il più antico tetto ligneo dipinto di Brema. L'esterno dell'edificio è datato al 1744 mentre il suo nucleo interno è attestato al 1579 durante il Rinascimento tedesco.

## Storia
Casa Heineken è nota per essere stata ristrutturata nel 1579 e l'anno successivo gli è stato dato quello che oggi è il più antico tetto in legno dipinto di Brema. La data del 1579 è noto dalla documentazione esistente, ed è comprovata dalla dendrocronologia che ha datato le travi della casa. La datazione dell'esterno dell'edificio risale invece al 1744. Prende il nome dal sindaco Christian Abraham Heineken, uno storico proprietario dell'edificio ma non il primo. Nel 1803 Brema è stata divisa in quattro zone e ognuna di queste ha avuto un sindaco. Heineken era uno di quei sindaci che furono coinvolti nella defortificazione della città. Dal 1974 la casa è stata la sede dell'Ufficio dei beni culturali di Brema. Ciò ha salvato l'edificio poiché si era progettato di demolirlo per utilizzare lo spazio come garage. Nel 2014 è stata aggiunto un pannello informativo sul muro perimetrale della casa contenente un codice QRpedia che collega direttamente a questa voce.